# Sonic Riders
Sonic Riders (ソニックライダーズ?, Sonikku Raidāzu) è un videogioco di sport su surf a trazione gravitazionale sviluppato e prodotto da SEGA per le principali console nel 2006.

## Personaggi
I personaggi disponibili sono divisi in 3 categorie: Speed (Velocità), Fly (Volo) e Power (Potenza).

### Speed
- Sonic the Hedgehog
- Amy Rose
- Shadow the Hedgehog
- Jet the Hawk
- Ulala
- E-10000R

### Fly
- Miles "Tails" Prower
- Cream the Rabbit
- Rouge the Bat
- Wave the Swallow
- NiGHTS

### Power
- Knuckles the Echidna
- Dr. Eggman
- Storm the Albatross
- AiAi
- E-10000G